# Brachymeria dunensis
Brachymeria dunensis är en stekelart som beskrevs av Joseph, Narendran och Joy 1972. Brachymeria dunensis ingår i släktet Brachymeria och familjen bredlårsteklar. Inga underarter finns listade.